# Кветунь

Семилучевое височное кольцо из Кветунского городища. XI—XII вв.

Кве́тунь — деревня в Телецком сельском поселении Трубчевского района Брянской области России.

## География
Находится в 10 км юго-западнее Трубчевска ниже по течению Десны. Возле деревни Кветунь находится Чолнский Спасский монастырь.

## Население
| 2010 | 2013 |
| ---- | ---- |
| 469  | ↘462 |

## Археология
Рядом с деревней Кветунь находится Кветунский археологический комплекс VIII—XII веков (Кветунское городище из двух площадок площадью свыше 1 га, где находился центр одного из северянских княжеств, селище площадью 15 га, курганные могильники (некрополь) площадью 50 га). Мощность культурного слоя составляет 60—80 см. Нижние слои поселения относятся к юхновской археологической культуре (ранний железный век). В древнерусских слоях исследованы жилища и металлургические горны. К находкам древнерусского периода относятся фибулы, стеклянные браслеты и бусы, монеты (в том числе — византийская монета Константина VII (X век)). Наличие среди находок тонких плинф и фрагментов голосника свидетельствует о том, что на поселении в XI—XII веках стоял каменный храм. Рядом с поселением расположен курганный могильник, который был полностью раскопан в 1950—1970-х годах В. А. Падиным (исследовано около 200 насыпей). Нижняя дата и поселения, и могильника — X век. Могильник делится на 10 курганных групп, каждая из которых являлась кладбищем одной или нескольких близких семей. Среди находок — украшения (семилучевые височные кольца (лучевые серьги), гривны, подвески), а также предметы вооружения (топоры).